# Melancium
Melancium là một chi thực vật có hoa trong họ Cucurbitaceae.

## Loài
Chi Melancium gồm các loài: